# Magland
Magland település Franciaországban, Haute-Savoie megyében. Lakosainak száma 3242 fő (2022. január 1.). Magland Arâches-la-Frasse, Cluses, Nancy-sur-Cluses, Passy, Le Reposoir és Sallanches községekkel határos.

## Népesség
A település népességének változása:
| Lakosok száma | 3233 | 3301 | 3359 | 3279 | 3260 | 3240 | 3266 | 3251 | 3242 |
|               | 2013 | 2015 | 2016 | 2017 | 2018 | 2019 | 2020 | 2021 | 2022 |